# Fuencarral-El Pardo
Fuencarral-El Pardo est un des 21 arrondissements de la ville de Madrid. D'une superficie de 24 345,20 hectares, il est le plus étendu de la ville et abritait 248 443 habitants en 2023. 

## Géographie
L'arrondissement est divisé en huit quartiers (barrios) :
- El Pardo
- Fuentelarreina
- Peñagrande
- Pilar
- La Paz
- Valverde
- Mirasierra
- El Goloso